# Lee Young-ju
Lee Young-ju (koreansk: 이영주; født 22. april 1992) er en kvindelig sydkoreansk fodboldspiller, der spiller for spanske Madrid CFF og Sydkoreas kvindefodboldlandshold.
Lee har optrådt for de sydkoreansk ungdomslandshold og deltog under ved U/17-VM i fodbold 2008 i New Zealand og U/20-VM i fodbold 2012. Hun fik sin officielle debut på det sydkoreanske landshold den 17. september 2014 ved Asian Games 2014, mod Indien.